# Ecuador en los Juegos Olímpicos de París 1924
Ecuador estuvo representado en los Juegos Olímpicos de París 1924 por tres deportistas masculinos que compitieron en atletismo.
El portador de la bandera en la ceremonia de apertura fue el atleta Alberto Jurado. El equipo olímpico ecuatoriano no obtuvo ninguna medalla en estos Juegos.